# Bermudas flagga
Bermudas flagga antogs i oktober 1967. Den visar mot röd bakgrund moderlandet Storbritanniens flagga i vänstra hörnet och Bermudas statsvapen till höger. Bermuda är den enda brittiska koloni som använder den röda flaggan i stället för den traditionella blå. Antagligen är det en följd av att de första kolonisatörerna kom med ett handelsfartyg som förde den röda flaggan (Red Ensign).